# Leonid Polovinkine
Leonid Alexeïevitch Polovinkine (Леонид Алексеевич Половинкин), né le 1er/13 août 1894 à Kourgan dans le gouvernement de Tobolsk et mort le 8 février 1949 à Moscou, est un compositeur et chef d'orchestre russe et soviétique.

## Biographie et œuvre
Polovinkine naît en 1894 dans la famille d'un ingénieur fortuné (Alexeï Petrovitch Polovinkine) des chemins de fer et de son épouse, Anna Guérassimovna, née Morozova, fille d'un marchand aisé vieux-croyant. Le couple reçoit dans son hôtel particulier moscovite Constantin Stanislavski, Constantin Balmont, Varvara Morozova (qui habitait à côté), Valéri Brioussov, etc. Dans son enfance, il apprend le violon et le piano, le français et l'allemand qu'il parle couramment. Les principes de la famille sont:« Priez, travaillez et étudiez: les pensées et les actes doivent être purs ». Il compose son premier morceau à l'âge de douze ans, pour piano. Il composera sa première œuvre sérieuse à l'âge de dix-huit ans, une valse, dont la partition sera publiée en 1927. Il poursuit ses études secondaires à Moscou au prestigieux lycée Polivanov de la rue Pretchinska, dont les frais de scolarité s'élèvent à 300 roubles par an, somme importante. Il fait partie au lycée du cercle des amateurs de théâtre. Après son diplôme en 1913, il entre à la faculté de droit de l'université impériale de Moscou qu'il termine en 1918, après la Révolution d'Octobre. Parallèlement, il étudie dès 1914 au conservatoire de Moscou auprès notamment de Sergueï Vassilenko, Nikolaï Miaskovski, dans la classe de piano de Léon Conus et de niveau virtuose de Karl Kipp. En sixième année, il entre à la section de composition, dans la classe d'harmonie de Vassili Zolotariov, tandis que la polyphonie est enseignée par Reinhold Glière, la forme musicale par Georges Catoire. En 1924, il est diplômé du conservatoire de la classe de composition de Sergueï Vassilenko (la direction d'orchestre lui est enseignée par Nikolaï Malko).
Dès les années 1920, il fait partie des chefs de file du « modernisme urbanistique » soviétique. Il compose un cycle pour le piano intitulé Événements (sept morceaux, 1920-1925), un foxtrot Electrifikat (1925), etc. Il est secrétaire de l'association pour la musique contemporaine à partir de 1924. En 1922-1924, il enseigne à l'école technique de musique Scriabine de Moscou. En 1924-1926, il est un des chefs d'orchestre du théâtre dramatique de Léningrad. En 1926-1937, Leonid Polovinkine est directeur artistique et chef d'orchestre principal du théâtre pour enfants de Moscou (aujourd'hui théâtre académique de la Jeunesse de Russie), dirigé par Natalia Saz. En plus entre 1926 et 1932, il enseigne l'instrumentation au conservatoire de Moscou.
Polovinkine fait une tournée en 1931 en Argentine avec Natalia Saz avec qui il entretient une liaison alors. Il monte au Théâtre Colón de Buenos Aires Le Chevalier à la rose de Richard Strauss et Le Mariage de Figaro de Mozart. Otto Klemperer travaille également au Colón pendant leur séjour, dirigeant des opéras de Wagner, et il se lie d'amitié avec eux. Avec Kabalevski et Mazel, il s'occupe de la publication de la première partie de l'ouvrage inachevé de Georges Catoire, Forme musicale et métrique (Moscou, 1934).
Au début de la Grande Guerre patriotique, il est évacué à l'arrière avec d'autres musiciens et retourne à Moscou en 1943. En 1947-1948, il est directeur artistique et chef d'orchestre du théâtre Mossoviet. La répression stalinienne après la guerre s'étend aux milieux artistiques et scientifiques. En 1948 à la suite de l'affaire de l'opéra La Grande Amitié de Mouradeli, Polovinkine est accusé de « formalisme », mais les choses en restent là et il meurt quelques mois plus tard dans la rue.
Polovinkine a passé sa vie à Moscou, dans un immeuble alloué à des compositeurs. Il est mort subitement le 8 février 1949 en se rendant au théâtre. Il est enterré au cimetière de Novodievitchi (3e division) avec d'autres membres de sa famille.
Après sa mort, Polovinkine a été largement oublié. Ce n'est que récemment que ses œuvres ont été redécouvertes. La pianiste Anaït Karpova a enregistré en 2009 une sélection de ses compositions pour piano sur CD.

## Quelques œuvres

### Opéras
- Tchourilo Penkovitch (inachevé, 1924)
- Le Héros (1933)
- Conte du pêcheur et du poisson (d'après Pouchkine, 1935)

### Ballets
- Moscou d'Ivan le Terrible, Ivan Borotnikov, Le Négrillon et le Singe[5] (enfants, 1927)
- La Négrillonne Saby (enfants, avec Lev Knipper, 1929)
- Moi seul c'est peu; avec les autres, nous sommes forts (enfants, 1931)
- La Tzigane (1933)

### Opérettes
- Sirocco (1928)
- Même en tricot (1931)

### Orchestre
- Danses des devinettes (1926)
- À propos de Dzibou (1929)
- Danses de mouvement (1930)
- Téléscopes. Suites №№ 1-4 (1926-1935)
- Symphonies №№ 1-9 (1929-1944)

### Musique de chambre
- Quatuors pour cordes (I-IV, 1944-1947)
- Trio pour violon, violoncelle et piano (1936)
- Trio pour violon, alto et violoncelle (1944)
- Sonates pour piano I-V, 1924-1929)

### Musiques de film
- Le Garçon samoyède (1928)
- Les Marionnettes (1934)
- L'Intrigant (1935)
- Vassilissa la Très Belle (1939)
- Le Petit Cheval bossu (1941)

### Chants
- La Marche des petits octobriens (Марш октябрят), paroles d'Alexandre Kovalenkov (1935)
- Chanson du métro (Песенка про метро), paroles de Nina Sakonskaïa (1936)
- À propos de Natalka (Про Наталку) (texte Sakonskaïa)
- ça nous intéresse d'apprendre (Нам учиться интересно) (texte Sakonskaïa)
- Le Nouveau Parc (Новый парк) (texte Sakonskaïa)
- Merci au grand Staline (Спасибо великому Сталину) (texte Dobrovolski)